# Lucas Bacmeister (1672-1748)
Lucas Bacmeister (Celle, 22 de Maio de 1672 — Stade, 2 de Dezembro de 1748) foi teólogo luterano e Superintendente Geral da Diocese de Bremen-Verden. Era filho do conselheiro Georg Michael Bacmeister (1625–1678) e de Dorothea Engelbrecht (1662–1706). Era também irmão do jurista alemão Johann Christian Bacmeister (1662-1717) e bisneto do pregador Lucas Bacmeister, o Velho. Após deixar a escola em Celle, estudou filosofia na Universidade de Jena, e também a língua hebraica e síria. Teve aulas de teologia com Caspar Hermann Sandhagen (1639-1697). Em seguida fez uma viagem de estudos durante nove anos onde passou por Copenhagen, Lund, Rostock e Gießen, onde veio a conhecer  Mattias Steuchius (1644-1730).
Em 1700, retornou para Celle onde foi nomeado pároco da Abadia de Wienhausen. E em 1710 tornou-se pároco em Uelzen, onde também foi promovido a superintendente. Pouco tempo depois viajou para Leiden e Utrecht. Em 1722 foi nomeado Superintendente Geral da Diocese de Bremen-Verden e como primeiro conselheiro do Consistório de Stade cargo que ocupou até 1748.  Lucas Bacmeister foi casado com Sophie Magdalena von Hitzacker († 1715) com quem teve o jurista Georg Christian Bacmeister (1708–1741), e mais três filhas. Após a morte de sua primeira esposa, casouem segundas núpcias com Agnese Barbara von Harling († 1761)."